# Grijze Wolven
De Grijze Wolven (Turks: Bozkurtlar of Bozkurtçular), officieel Idealistische Haarden (Turks: Ülkü Ocakları), is een extreemrechtse Turkse organisatie.
De Grijze Wolven worden algemeen gezien als jongerenvleugel van de Partij van de Nationalistische Beweging (MHP). In het westen staat de groepering bekend als een fascistische en racistische beweging en ze is in het verleden namens, dan wel via de Turkse staat, leger of maffioze organisaties betrokken geweest bij liquidaties en aanslagen op andersdenkenden en leden van linkse groeperingen.
De naam van de beweging is deels afgeleid van een pre-islamitische Turkse mythologie, het tengrisme, waarbij de wolvin Asena een rol speelt. Naast de extreemrechtse signatuur worden de Grijze Wolven ook als panturkistisch en neofascistisch gezien.
Duizenden van haar leden vochten mee in de oorlog in Nagorno-Karabach aan de Azerbeidzjaanse kant, en in de Eerste en Tweede Tsjetsjeense oorlog aan de Tsjetsjeense kant. Na een mislukte staatsgreep in Azerbeidzjan in 1995, werden zij verboden in dat land. In 2005 verbood ook Kazachstan de Grijze Wolven als een terroristische organisatie.
In Duitsland zijn ze de grootste extreemrechtse organisatie met ten minste 10.000 leden en ze worden in de gaten gehouden door de overheid als extremistische organisatie.

## Geschiedenis
De geschiedenis van de Grijze Wolven hangt sterk samen met de nationalistische idealen van de Turkse nationalist en ex-legerofficier Alparslan Türkes. Na onderdeel te zijn van een militaire coup in 1960 werd hij in 1965 voorzitter van de Cumhuriyet Halk Partisi (Republikeinse volkspartij), die werd omgedoopt tot Milliyetçi Hareket Partisi (Nationalistische Bewegingspartij) in 1969. De Nationalistische Bewegingspartij wordt vaak ook vertaald als de Nationale Actiepartij of de Partij van Nationalistische Beweging.
Deze partij had tot doel de nationalistische gevoelens onder het volk verder politiek vorm te geven en te stroomlijnen. Men stoelde daarbij op Ottomaanse idealen en beginselen. Zo werd het partijsymbool een geadapteerde Ottomaanse vlag en was een van de doelstellingen het realiseren van een Groot-Turkije (Turan) onder alle Turks sprekende volkeren. Tevens baseerde men zich op het gedachtegoed van panturkisten als Mehmet Ziya Gökalp en Hüseyin Nihal Atsız, wier opvattingen over een Groot-Turkije verder werden geïntegreerd en vormgegeven. Mehmet Ziya Gökalp en Hüseyin Nihal Atsız noemden hun Groot-Turkse idealen millî ülkü (milli = natie/nationale, ülkü = ideaal/visie). De aanhangers van hun gedachtegoed werden ülkücüler (de idealisten) genoemd. In het hele land werden ülkü ocakları, nationalistische haarden, opgericht om het gedachtegoed in stand te houden en verder te verspreiden. Alparslan Türkes maakte hier gebruik van om zijn partij verder mee te structureren.
De partij werd gestructureerd als een typische paramilitaire organisatie. In het gehele land werden lokale afdelingen, veelal gestoeld op en verweven met de ülkü ocakları, opgericht en werd ook de jeugd gemobiliseerd. De afdelingen hadden niet alleen een bestuurlijk karakter, maar waren ook militant van aard: in militaire trainingscentra kregen leden en sympathisanten training in militaire beginselen en vaardigheden. Deze militante leden namen al snel de bijnaam Grijze Wolven aan (Turks: Bozkurtçular), alhoewel dit ook kon slaan op een lid van de MHP, een sympathisant of een ülkücü. Begin jaren 70 kende de partij circa 100.000 van zulke militante leden. 
Kort daarop begonnen de Grijze Wolven met militante acties en mensenrechtenschendingen tegen alles wat niet Turks, rechts en/of islamitisch was: Koerden, Arabieren, Armenen, Grieken, christenen, joden, alevieten, salafisten, communisten en linkse politici. Er wordt geschat dat alleen al in de periode 1974–1980 ca. 694 politieke moorden door deze beweging zijn gepleegd. Een van de bekendste aanslagen door een Grijze Wolf gepleegd, was de mislukte aanslag in 1981 op Paus Johannes Paulus II door de Grijze Wolf Mehmet Ali Agca. Een meer recente moord door een Grijze Wolf gepleegd en die tot veel internationale media-aandacht leidde was die op de Turks-Armeense journalist Hrant Dink in 2007.
Naast de politieke moorden en aanslagen was er tegen de minderheden sprake van bloedbaden, moordpartijen, plunderingen, pogroms, intimidaties, discriminatie en andere vormen van onderdrukking en geweld. Grijze Wolven zijn betrokken geweest bij de pogroms op de Joden, Grieken en Armeniërs in 1955 in onder andere Istanboel, bij de pogroms op de alevieten in onder andere Kahramanmaras in 1978, en tijdens bloedbaden op de Arameeërs en de Koerden in het oosten en zuidoosten van Turkije.
In 1980 werd de MHP na een militaire staatsgreep verboden. Hierop stichtte men de MÇP, de Milliyetçi Çalışma Partisi (de Nationalistische Arbeiderspartij). In 1992 werd de MÇP al snel weer hernoemd naar de MHP.
Gezien de geschiedenis van de MHP zijn de namen Grijze Wolven, ülkücüler of MHP voor velen synoniem aan elkaar. Sommige leden distantiëren zich echter van bijvoorbeeld bepaalde politieke standpunten en noemen zich geen MHP'er meer, terwijl ze de naam Grijze Wolf of ülkücüler blijven vasthouden. Bovendien leiden spanningen tussen de leden om de gevaren koers vaak tot splintergroeperingen of -partijen, zoals de Grote Eenheidspartij.
Sinds 2018 regeert President Erdoğan in een coalitie met de MHP. Sindsdien omarmt hij een deel van de ultra-nationalistische standpunten en wordt hij er soms van beschuldigd de Grijze Wolven te gebruiken als een verlenging van de Turkse staat in het buitenland.
Het geheel van al deze groeperingen en partijen is voor velen synoniem met het Turks fascisme. Het eigen totalitair of fascistisch karakter van het Turks fascisme wordt in Turkije zelf echter niet erkend. In discussies wordt al het onrecht veelal afgedaan als zijnde een uit de hand gelopen links-rechtspolemiek. Door drogredenen, intimidatie, taboevorming, groepsdruk of zelfcensuur zijn dit soort zaken in Turkije moeilijk te bespreken.

## Signaturen

### Volksnationalisme
In de ideologie van de Grijze Wolven vormen volksnationalistische beginselen en idealen grotendeels de leidraad. Men beschouwt het Turkse volk superieur aan andere volkeren of rassen. In de ideologie van een Grijze Wolf is een Turk iemand die tot het 'Turkse ras' behoort, maar kan ook breder gedefinieerd zijn, namelijk iemand die een lid is van het 'Turkse volk' en die een gemeenschappelijke taal, religie of geschiedenis deelt.
Het 'Turkse volk' staat zowel als basis voor de identiteit van de leden alsmede voor de natie. De wil van het individu wordt als ondergeschikt geacht aan die van het volk of de natie. Het gedrag van de leden kenmerkt zich dan ook door patriottische waarden en gevoelens, gezagsgetrouwheid, eergevoel, trots en racistische opvattingen. Zo stuurde de Grijze Wolf Osman Durmus, de minister van Volksgezondheid die namens de MHP destijds in de regering zat, twee dagen na de grote aardbeving van 1999 in West-Turkije het bloed uit Europa terug, omdat hij het onverantwoord vond om Europees bloed te mengen met het edele Turkse bloed. Het wij-zij-gevoel komt niet alleen tot uiting in gedrag jegens iemand die niet tot het Turkse volk behoort, maar kan zich ook manifesteren binnen het eigen volk: men beschouwt zichzelf als 'de ware hoeder' van het volk.
Naast de invloed op de identiteitsvorming staat de opvatting over het Turkse volk ook als basis voor een natie met als summum een Groot-Turkse staat waarin alle Turkssprekende volkeren zouden moeten zijn verenigd (Turan). De opvattingen over een Groot-Turkse staat staan ook wel bekend als turanisme. Via een proces van turkificatie dienen de Turkse taal en gebruiken aan niet-Turken te worden opgelegd. Separatisme, autonomie, zelfbeschikkingsrecht of andere tendensen die de grenzen van de Turkse staat zouden kunnen ondermijnen worden stellig tegengegaan. Onder het motto van "Türk-Kürt kardeştir, bölmeye çalışan kalleştir" (Nederlands: Turken en Koerden zijn broeders, wie verdeelt is een verrader) ageert men tegen (Koerdisch) separatisme.
Het eigen volk en de eigen geschiedenis worden ten koste van die van andere volkeren opgehemeld, terwijl elementen die hieraan afbreuk doen juist worden weggelaten of waarover een taboesfeer heerst. Een voorbeeld hiervan is de Ottomaanse verovering en overheersing over delen van de Balkan en het Midden-Oosten, terwijl het initieel zelfbeschikkingsrecht van de oorspronkelijke bevolking over hun eigen grondgebied en de latere teloorgang en verloren veldslagen van deze gebieden niet aan bod komen.

## Criminele activiteiten
Grijze Wolven zijn betrokken bij criminele organisaties en netwerken. Daarbij gaat het in tegenstelling tot klassieke criminele organisaties en netwerken niet puur om economisch gewin, maar om criminele organisaties en netwerken voortgekomen uit politieke overwegingen. Via criminele organisaties en netwerken worden tegenstanders van de Grijze Wolven, dat wil zeggen mensen die niet stroken met hun volksnationalistische en islamitische signatuur, uit de weg geruimd en wordt terreur en intimidatie uitgeoefend. Ook andere extreme groeperingen, zoals Dev Sol, hebben een uitgesproken politieke signatuur en zijn betrokken bij criminele activiteiten. De criminele activiteiten van de Grijze Wolven zijn echter vervlochten met de staat waardoor men in dit geval ook spreekt van staatsterrorisme of een 'diepere staat'. Ook staat dit voor velen synoniem aan de Turkse maffia.
De eerste maal dat in het Westen iets van de verknoping tussen Turks politiek rechts en criminele activiteiten bleek, was in 1972 toen het Turks MHP-parlementslid Kudret Bayham bij de Frans-Duitse grens werd aangehouden met 146 kg ruwe morfine. Een meer recente gebeurtenis waarbij de banden tussen de Turkse maffia en de Turkse staat duidelijk naar voren zijn gekomen, is het zogenoemd Susurluk-incident uit november 1996: in het West-Turkse plaatsje Susurluk verongelukte een Mercedes met daarin onder anderen een hooggeplaatste Turkse politiechef, een parlementariër en Abdullah Çatli. Deze laatste was een politiek actieve Grijze Wolf die in Turkije en door Interpol gezocht werd wegens een serie moorden, drugshandel en de organisatie van aanslagen.
De criminele organisaties en netwerken zijn veelal geen losstaande eenheden op zich, maar zijn veelal geïnstitutionaliseerd in het leger, staatsorganen, paramilitaire dorpswachters (al dan niet Koerdisch) en doodseskaders. Het vele wetenschappelijk onderzoek dat hierover is verschenen, kon niet altijd zonder problemen onderzocht of gepubliceerd worden. Nadat de schrijver Mehmet Ülger en onderzoeksjournaliste Stella Braam in 1997 hun boek Grijze Wolven. Een zoektocht naar Turks extreemrechts. hadden doen verschijnen, moesten beiden na moorddreigingen onderduiken. Ook de criminologen Yücel Yeşilgöz en Frank Bovenkerk zijn in het verleden meerdere malen met de dood bedreigd. De IKON heeft na kritische programma's over de Turkse diepe staat eveneens een tijd lang politiebescherming moeten vragen. Ook critici als Gülnaz Aslan zijn met de dood bedreigd.

## Organisatie
Zoals hierboven vermeld is de voornaamste politieke partij van de Grijze Wolven de MHP. De MHP is een hiërarchisch georganiseerde partij met de daarbij behorende lokale afdelingen. Aan het hoofd van de partij staat de partijleider. Alparslan Turkes, de oprichter van de MHP, werd ook wel aangeduid als Başbuğ ('De leider').
Daaraan gelieerd zijn er vele instellingen en organisaties die de ideologie en doelstellingen van de MHP en de Grijze Wolven onderstrepen en uitdragen. Het gaat daarbij onder andere om kranten, tijdschriften, maatschappelijke organisaties en culturele verenigingen. Eens in de zoveel tijd zijn er landelijke en lokale congressen van de MHP, ook in Europa. Naast politieke toespraken van landelijke en lokale MHP'ers bevatten dit soort congressen ook muziek van vooraanstaande nationalistische musici zoals Ozan Arif (pseudoniem van Arif Şirin) en Ismail Türüt. Ook worden er Ottomaanse voorstellingen opgevoerd.
Jaarlijks wordt er in Turkije een festival gevierd onder de Grijze Wolven. Hierbij komen mensen uit heel Turkije en afgevaardigden uit Turkssprekende (Centraal-Aziatische) landen bij elkaar. Hierbij worden partijstandpunten uitgedragen en zijn er feestdissen en folkloristische dansen die de afkomst van de feestgangers gestalte geven en tegelijkertijd de vermeende etnische band dienen uit te drukken. Volgens de Grijze Wolven delen al deze Turkssprekende volkeren als de Turkmenen, Azerbeidzjanen, Tataren, Oezbeken, Kirgiezen, Kazachen en enkele volkeren op de Balkan een gemeenschappelijke taal en geschiedenis en dient een Groot-Turks Rijk (Turan) al deze volkeren te verenigen. In het verlengde hiervan en mede door de Europese Unie, is sinds het begin van de 21e vooral het begrip 'Turkse Unie' in zwang.
De maffiose contacten tussen de staat, het leger, politieapparaat en de politiek zijn daarentegen liquide en daardoor moeilijker na te gaan en te omschrijven.

## Symbolen

### Herkenningstekens

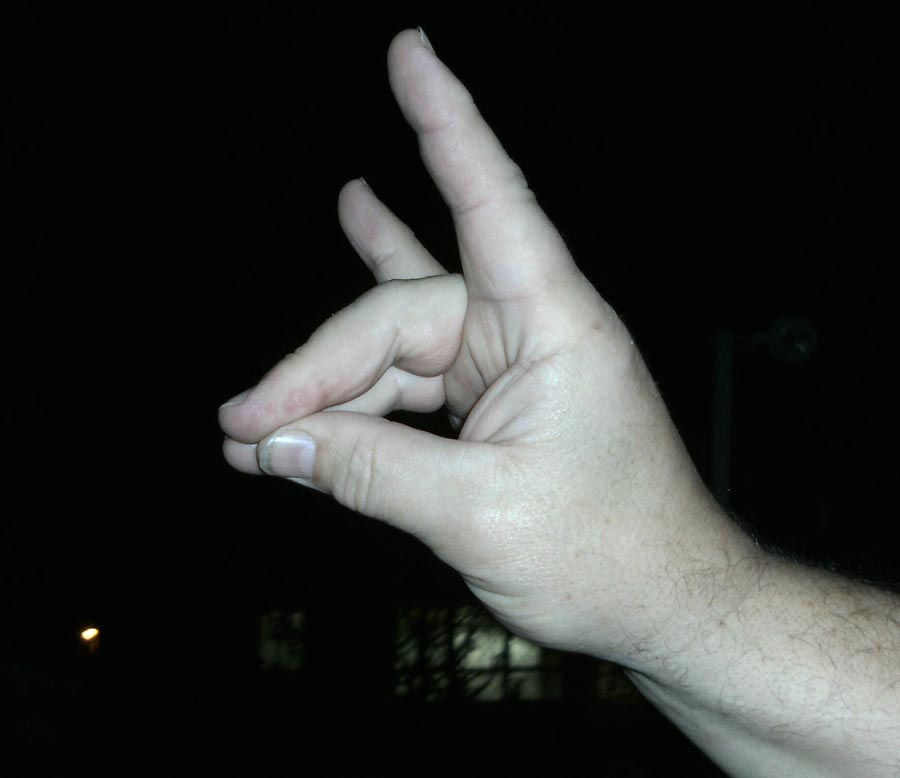
De wolvengroet is "een vuist met opgeheven pink en wijsvinger".

De Grijze Wolven hebben hun eigen symbolen en gebaren. Hiermee onderscheidt men zich van andere groepen en kweekt men onderlinge verbondenheid.
Het belangrijkste symbool van de Grijze Wolven is de 'grijze wolf'. Alparslan Türkeş vond dat elk volk zijn herkenningssymbool nodig had om zich te onderscheiden van andere volkeren. Daarbij adapteerde hij elementen uit de Turkse mythologie in zijn leer, namelijk die van de grijze wolf.
Het geuzenteken van de leden is dan ook een teken met de vingers waarmee men een wolvenkop imiteert (hierbij staan de pink en wijsvinger omhoog en dienen de oren van een wolf uit te drukken, terwijl de andere drie vingers een bek vormen). Ook is een wolfsteken vaak te vinden op vlaggen, vaandels, (militaire) emblemen, Grijze Wolven-literatuur, of stickers op auto's of nummerborden. Ook wordt het vaak gedragen in de vorm van sieraden, vooral (hals)kettinkjes.
Een ander teken is de vorm van de snorren die door vele MHP'ers wordt gedragen: deze heeft een naar beneden buigende vorm, die links en rechts aan het begin van de kin ophoudt en voor velen synoniem staat voor de sikkelvormige halvemaan uit de Turkse of Ottomaanse vlag.
Een ander symbool van de Grijze Wolven is een adaptatie van de Turkse () en de Ottomaanse vlag (). Hierop staan drie halvemanen in een rood veld: .
Vaak komt een combinatie van herkenningstekens voor, zoals een vlag met een wolfsteken en drie halvemanen. Ook gaat dit vaak gepaard met een foto van Mustafa Kemal Atatürk, de grondlegger van het moderne Turkije. Deze combinatie wordt ook veel gebruikt op het internet op avatars onder voornamelijk Grijze Wolven-jongeren.

### Symboolretoriek
Naast de herkenningstekens staat de taal van de Grijze Wolven vol met symboolretoriek. Dit uit zich vooral in Grijze Wolven/MHP-literatuur en toespraken van politieke leiders. Door middel van nationalistische retoriek als trots, eerlijkheid en een redder van de zwakken, wordt er ingespeeld op de gevoelens van de aanhangers en worden deze opgezweept.
De symboolretoriek komt ook tot uiting in de eed die de leden afleggen om zich te verbinden met de idealen van de Grijze Wolven (De eed van de ülkücü, Turks: Ülkücü yemini). Dit is een groepsritueel waarbij men massaal de identiteit van de Grijze Wolven onderstreept. Daarbij staat men, maakt men met de rechterarm en vingers de wolfskop, en spreekt de volgende eed uit:
"In naam van Allah, de Koran, het vaderland en de vlag, zweren wij; De oorlogsgevallenen en -strijders gegarandeerd; Wij, de idealistische Turkse jongeren, zullen onze strijd tegen het communisme, kapitalisme, fascisme en alle vormen van imperialisme, voortzetten. We strijden tot de laatste man, tot ons laatste adem, tot ons laatste druppel bloed. Onze strijd duurt voort totdat een nationale Turkije, de Turan, bereikt zal worden. Wij, de idealistische Turkse jongeren, zullen niet terugdeinzen, niet omvallen, en zullen zegevieren, zegevieren, zegevieren. Moge Allah de Turk beschermen en verheffen. Amen."
Naargelang van de context worden er variaties op deze eed opgevoerd. Bijvoorbeeld, in een militaire context zweert men ook op 'het wapen' (naast het vaderland en de vlag), tijdens culturele festivals wordt Allah vaak vervangen door het woordje Tanrı (Oudturks voor god), tijdens politieke toespraken zweert men vaak ook op de 'Başbuğ' (de Leider) (naast de oorlogsgevallenen (sehit) en -strijders (gazi)), en tijdens antisemitische bijeenkomsten is imperialisme vaak vervangen door het zionisme of wordt het zionisme ook vermeld.
Het terugvallen op pre-islamitische Turkse elementen is een kenmerk van de Grijze Wolven. Zo worden vrouwelijke leden vaak aangeduid als Asena (naar de grijzewolflegende uit de Gok-Turkenmythologie) en de mannelijke leden als Börteçine, een variatie op de Turkse naam. De invloed van de Arabische (soennitische) islam is echter groot en zelfs dogmatisch en leidend te noemen, waardoor er van een oud-Turkse authenticiteit nauwelijks sprake is.

## Europa
Het Europese hoofdkwartier van de Grijze Wolven bevindt zich in Frankfurt. In diverse Europese landen zou de organisatie reeds geïnfiltreerd zijn in diverse politieke partijen en belangrijke maatschappelijke organisaties en zo proberen een pro-Turkse agenda door te drukken. Een bekende truc is het ronselen van Turken die massaal lid worden van een politieke partij en bij de eerstvolgende verkiezing hun kandidaat met overgrote meerderheid van stemmen een positie bezorgen. Ook worden progressieve Turken gewaarschuwd zich bij voor Turkije gevoelige zaken als de vervolging van Turkse etnische minderheden (Koerden, alevieten, Armeniërs) en politieke tegenstanders, en aansluiting bij de Europese Unie (en daarmee de kwestie Cyprus) uit te spreken tegen de aangevoerde standpunten, liefst in termen als "laster tegenover de Turkse staat".
In de Europese Unie worden ze daarom geviseerd door geheime diensten vanwege hun dubbele agenda: enerzijds het infiltreren in vakbonden en politieke partijen om hierin de koers te kunnen controleren, anderzijds het tegengaan van integratie van Turken in de Europese samenleving en het tegengaan van dwarsliggende Koerdische, Armeense, alevitische en linkse Turkse groeperingen. Indien de door hen betwijfelde 'kwestie' van de Armeense Genocide in 1915 ter sprake komt, roeren de Grijze Wolven zich en intimideren personen, organisaties en overheden die het willen herdenken. Het gemeentebestuur van Assen (Nederland) kreeg doodsbedreigingen te verwerken toen het een monument ter nagedachtenis aan de Armeense Genocide wilde plaatsen.

### Nederland
Als gevolg van de gastarbeidersstromen uit de eind jaren 60 en latere decennia van de 20e eeuw, komen er ook vele Grijze Wolven en sympathisanten in Nederland voor.
De reactie van de Nederlandse samenleving of politiek op het Turkse fascisme in het algemeen en de Grijze Wolven in het bijzonder is veelal onverschillig te noemen. In 1997 werd geconstateerd dat de propaganda van de extreem-nationalistische Grijze Wolven zich vooral richtte op jongeren van de derde generatie in Nederland.
Grijze Wolven-organisaties en hun activiteiten zijn in Nederland niet verboden en kunnen vrijelijk hun gang gaan. Een enkele vorm van gewaarwording tegen het Turkse fascisme en de Grijze Wolven is in het verleden gemaakt door de Anti Fascistische Aktie (AFA).
Grijze Wolven zijn in Nederland georganiseerd in verschillende organisaties. Vaak betreffen dit culturele organisaties. Een koepelorganisatie is de Turkse Federatie Nederland (officieel de Federatie van Idealistische Democratische Turkse Organisaties in Nederland).
Daarnaast zijn er Turkse politici in lokale gevestigde partijen, die als Grijze Wolf kunnen worden gekarakteriseerd of daarmee sympathiseren.

### België
Het voorkomen en optreden van de Grijze Wolven is in België in grote lijnen vergelijkbaar met de situatie in Nederland. Grijze Wolven-organisaties en hun activiteiten zijn in België in principe niet verboden, al is de reactie van de overheid wisselend. Zo waren in de aanloop naar het referendum van 16 april 2017 diverse bijeenkomsten gepland waaraan ook leden van de Grijze Wolven of de MHP-partij zouden deelnemen. In Genk zag burgemeester Wim Dries (CD&V), met instemming van de Gentse hoogleraar en Turkije-kenner Dries Lesage geen reden tot verbod, terwijl in Antwerpen burgemeester Bart De Wever (N-VA) tot tweemaal toe dergelijke bijeenkomsten verbood. In Gent ging in maart 2017 een gelijkaardige bijeenkomst door, maar beweerde schepen Elke Decruynaere achteraf te zijn misleid. De Nederlandse journalist Mehmet Ülger bracht de Grijze Wolven ook in verband met het neersteken van drie Koerden nabij de Turkse ambassade te Brussel op 30 maart 2017 en met verschillende gewelddadige incidenten in België, van 1994 tot 2006.
Deze Turkse kwestie leidde tot een politieke woordenstrijd tussen vertegenwoordigers van de N-VA en de CD&V.
Zoals in andere landen probeert de organisatie ook in België invloed te verwerven in de politiek. Dit zorgt voor moeilijke keuzes bij veel politieke partijen. In 2018 maakt de partij CD&V duidelijk dat er geen plaats is voor mensen met sympathieën voor de Grijze Wolven in de partij. Zo werd in oktober 2018 Safiye Calinalti en in mei 2019 Yasin Gül uit de partij gezet. Bij de sp.a mocht schepen Mustafa Aytar blijven nadat hij in opspraak kwam in 2019 door foto's op Facebook. Burgemeester Emir Kir van de Brusselse gemeente Sint-Joost-ten-Node moest zich in januari 2020 verantwoorden voor de tuchtcommissie van de Brusselse PS vanwege de uitnodiging van twee Turkse burgemeesters die lid waren van de MHP, die banden heeft met de Grijze Wolven. Hij werd hierna uit de partij gezet.

### Oostenrijk
Sinds 1 maart 2019 worden de wolvengroet en -vlag beschouwd als extremistische symbolen en zijn deze verboden in Oostenrijk. Sympathisanten van de Grijze Wolven bestookten na de bekendmaking kanselier Sebastian Kurz op Twitter met wolfgroeten. Kurz verdedigde de wet met de woorden: "Mensen en organisaties die onze fundamentele democratische waarden niet accepteren of er tegen vechten, horen niet thuis in ons land,". Turkije veroordeelde het verbod op de symbolen van een wettelijk Turkse politieke partij.

### Frankrijk
Op 2 november 2020 kondigde de Franse minister van Binnenlandse Zaken Gérald Darmanin een verbod aan en ontbinding van de extreemrechtse beweging Grijze Wolven.

### Duitsland
Een meerderheid in het Duitse parlement drong in navolging van Frankrijk aan ook op een verbod van de Grijze Wolven.